# 圣玛尔定德埃纳圣殿

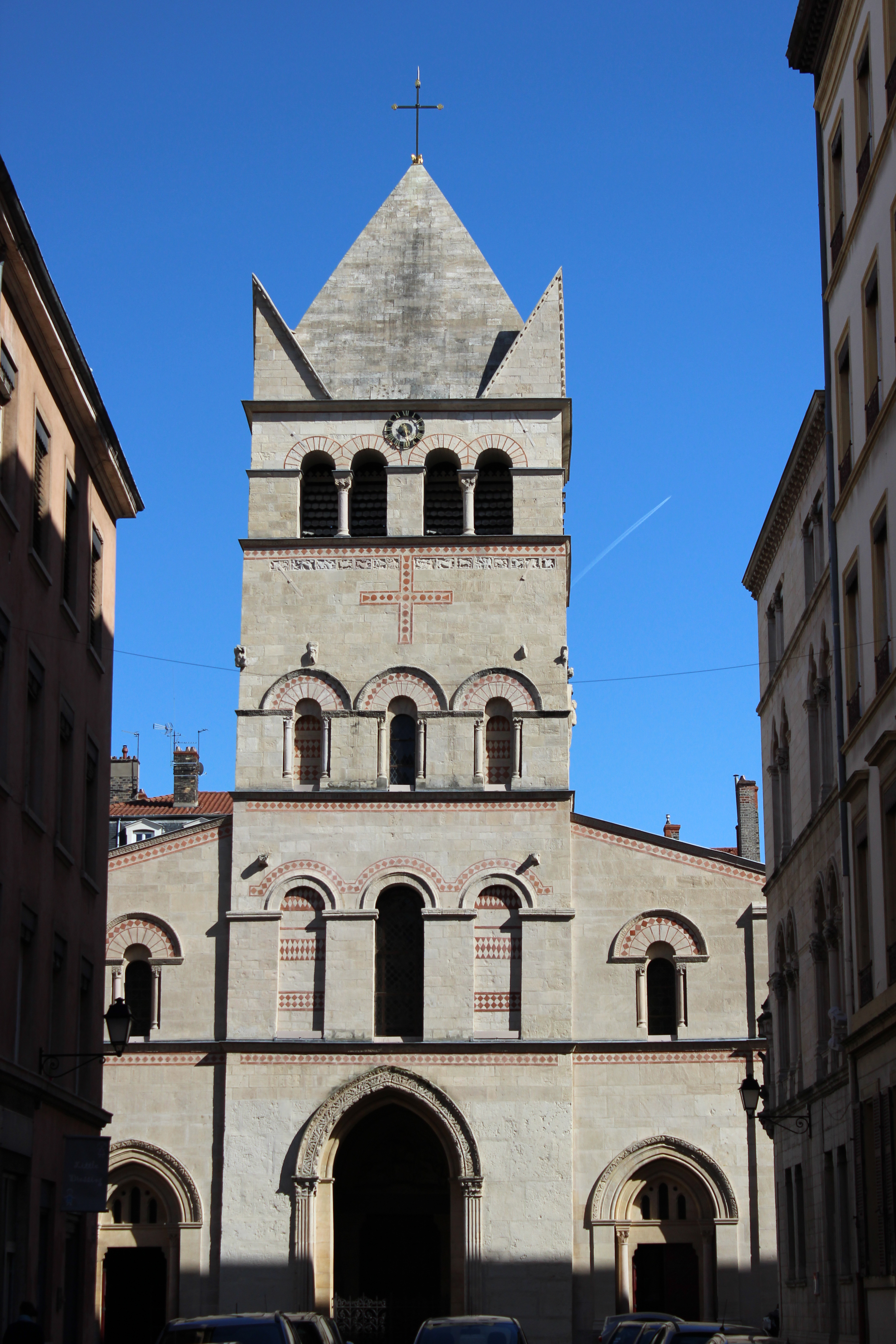
西立面

圣玛尔定德埃纳圣殿（法語：Basilique Saint-Martin d'Ainay）是法国里昂的一座罗马天主教宗座圣殿，罗曼式建筑，位于该市的历史中心半岛区埃纳社区（Ainay）。

## 历史

### 修道院
859年，在里昂的半岛区建立了一座本笃会修道院。修道院教堂建于11世纪末，1107年1月29日由教宗帕斯卡二世祝圣，供奉都尔的玛尔定。该堂今天是里昂尚存的罗曼式教堂之一。
这座建筑虽然不大，但拥有大规模的围墙、瞭望塔，狭窄的窗户和沉重的大门，显然是考虑了防御的目的，反映这一时期面临着战争和暴力入侵的危险。
1245年，里昂第一届议会承认该修院优先于从勃艮第到普罗旺斯的71座教堂和修道院，成为该地区最强大的宗教机构。
在文艺复兴时期，该修道院拥有大量的建筑，还有花园和葡萄园。院长住在一个宫殿中。渐渐地，该团体的修道生活渐渐荒废，但是仍保有相当的世俗权力，尤其是院长曾经被国王提名。
1562年，在法国宗教战争期间，Adrets男爵的军队毁坏部分建筑物，教堂遭到严重破坏。1600年，国王亨利四世与玛丽·德·美第奇在里昂主教座堂举行婚礼，曾住在该修道院。

### 在俗善会，堂区教堂和宗座圣殿
到17世纪末，修道团体已不复存在。1685年，该堂和其余建筑被移交给一个在俗的善会，教堂成为成为堂区教堂。1780年1月27日，取消了修道院的称号。
路易十三曾与他的大臣黎塞留枢机主教住在这里，而路易十四曾四次住在这里。
在法国大革命期间，房产被没收，国有化，而院长的宫殿被毁。该堂改为一个粮店，而这保护了它免于同样被破坏。
1802，该堂恢复为堂区教堂。1844年，该堂列为法国历史古迹，在19世纪的修复过程中，建筑师波兰特和 Benoôt采用了罗曼复兴风格，恢复“纯罗曼式”的精神，破坏了修道院的最后遗迹，通过增加两侧小圣堂进行扩建。
1905年6月13日，教宗庇护十世将这座教堂升格为宗座圣殿。

## 建筑
该堂包含几种建筑风格：圣白郎弟娜小堂是前罗曼式；主体建筑是罗曼式；圣弥额尔小堂是哥特式；19世纪的整体恢复和扩大是罗曼复兴式。

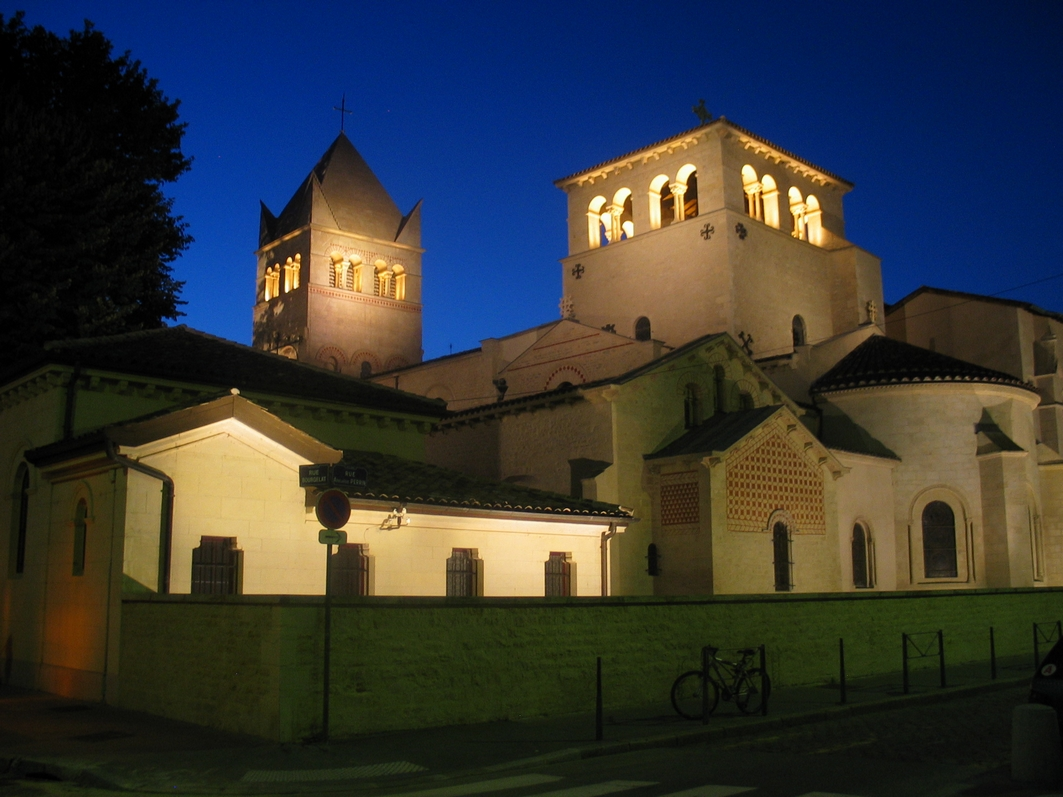
修道院

中殿宽17米，整个建筑的总长度为37米。